# Fedja Marušič
Fedja Marušič, slovenski kajakaš na divjih vodah, * 10. oktober 1971, Solkan.
Marušič je v svoji karieri veslal za klub KK Soške Elektrarne in je za Slovenijo nastopil na Poletnih olimpijskih igrah 1996 v Atlanti ter na Poletnih olimpijskih igrah 2000 v Sydneyju. V Atlanti je osvojil 26. mesto, v Sydneyju pa 15.